# Langlaufen op de Olympische Winterspelen 2010 - Estafette vrouwen
De 4x5 kilometer estafette voor vrouwen tijdens de Olympische Winterspelen 2010 vond plaats op donderdag 25 februari in het Whistler Olympic Park in Whistler. Titelverdedigers waren de Russinnen.
De eerste twee loopsters van de teams werkten vijf kilometer af in de klassieke stijl, de nummers drie en vier liepen in de vrije stijl.

## Uitslag
| #      | Bib | Land/Namen                                                                           | Tijd                                      | Verschil |
| ------ | --- | ------------------------------------------------------------------------------------ | ----------------------------------------- | -------- |
| Goud   | 4   | Noorwegen Vibeke Skofterud Therese Johaug Kristin Størmer Steira Marit Bjørgen       | 55:19.5 14:49.9 14:46.5 12:53.2 12:49.9   | 0.0      |
| Zilver | 2   | Duitsland Katrin Zeller Evi Sachenbacher-Stehle Miriam Gössner Claudia Nystad        | 55:44.1 14:53.7 15:00.6 12:52.0 12:57.8   | +24.6    |
| Brons  | 1   | Finland Pirjo Muranen Virpi Kuitunen Riitta-Liisa Roponen Aino-Kaisa Saarinen        | 55:49.9 15:32.4 14:35.7 12:38.2 13:03.6   | +30.4    |
| 4      | 5   | Italië Arianna Follis Marianna Longa Silvia Rupil Sabina Valbusa                     | 56:04.9 14:58.6 14:29.4 13:01.8 13:35.1   | +45.4    |
| 5      | 3   | Zweden Anna Olsson Magdalena Pajala Charlotte Kalla Ida Ingemarsdotter               | 56:18.9 14:47.1 15:35.6 12:25.0 13:31.2   | +59.4    |
| 6      | 6   | Polen Kornelia Marek Justyna Kowalczyk Paulina Maciuszek Sylwia Jaśkowiec            | 56:29.4 15:25.3 14:00.3 13:38.4 13:25.4   | +1:09.9  |
| 7      | 9   | Frankrijk Aurore Cuinet Karine Laurent Philippot Celia Bourgeois Cecile Storti       | 56:30.6 15:13.3 14:38.8 12:59.9 13:38.6   | +1:11.1  |
| 8      | 8   | Rusland Olga Savjalova Irina Chazova Jevgenia Medvedeva Natalja Korosteleva          | 57:00.9 15:15.2 15:19.0 13:01.1 13:25.6   | +1:41.4  |
| 9      | 7   | Japan Madoka Natsumi Masako Ishida Nobuko Fukuda Michiko Kashiwabara                 | 57:40.4 15:03.0 14:50.4 13:34.5 14:12.5   | +2:20.9  |
| 10     | 11  | Kazachstan Elena Kolomina Oxana Jatskaja Tatjana Roshina Svetlana Malahova-Shishkina | 58:23.3 15:29.1 15:25.7 13:47.7 13:40.8   | +3:03.8  |
| 11     | 10  | Wit-Rusland Nastassia Dubarezava Alena Sannikova Olga Vasiljonok Ekaterina Rudakova  | 58:28.4 15:36.5 15:29.2 13:22.1 14:00.6   | +3:08.9  |
| 12     | 14  | Verenigde Staten Kikkan Randall Holly Brooks Morgan Arritola Caitlin Compton         | 58:57.5 14:57.5 16:12.8 13:41.6 14:05.6   | +3:38.0  |
| 13     | 13  | Tsjechië Eva Nývltová Kamila Rajdlová Ivana Janečková Eva Skalníková                 | 59:11.2 15:15.0 15:28.9 13:34.3 14:53.0   | +3:51.7  |
| 14     | 12  | Oekraïne Tatjana Zavalij Kateryna Grygorenko Maryna Antsybor Valentina Shevchenko    | 59:25.7 15:38.1 16:16.7 13:34.2 13:56.7   | +4:06.2  |
| 15     | 16  | Slovenië Anja Erzen Katja Višnar Vesna Fabjan Barbara Jezeršek                       | 59:47.5 16:00.8 16:32.3 13:25.0 13:49.4   | +4:28.0  |
| 16     | 15  | Canada Daria Gaiazova Perianne Jones Chandra Crawford Madeleine Williams             | 1:00:05.0 15:35.8 16:14.7 14:17.7 13:56.8 | +4:45.5  |